# Leptothorax scamni
Leptothorax scamni är en myrart som beskrevs av Mikhail Dmitrievich Ruzsky 1905. Leptothorax scamni ingår i släktet smalmyror, och familjen myror. Inga underarter finns listade i Catalogue of Life.